# Championnat du Groenland masculin de volley-ball
Le championnat de Groenland de première division de volley-ball masculin appelé, S-GM, est la plus importante compétition nationale organisé par la Fédération groenlandaise de volley-ball (Kalaallit Nunaanni Volleyballertartut Kattuffiat, KVK ou Grønlands Volleyball Forbund, GVF en danois), il a été créé en 1983.

## Palmarès
| Année | Champion                                 | Finaliste                                | Troisième                                |
| ----- | ---------------------------------------- | ---------------------------------------- | ---------------------------------------- |
| 1984  | Grønlands Seminarius Sportklub (GSS)     | S-68 Sisimiut                            | AVI Maniitsoq                            |
| 1985  | Grønlands Seminarius Sportklub 1 (GSS 1) | Christianshåb Idrætsforening 70 (CIF-70) | Grønlands Seminarius Sportklub 2 (GSS 2) |
| 1986  | AVI Maniitsoq                            | Grønlands Seminarius Sportklub (GSS)     |                                          |
| 1987  | Grønlands Seminarius Sportklub (GSS)     | AVI Maniitsoq                            | SV-85                                    |
| 1988  | AVI Maniitsoq                            | Grønlands Seminarius Sportklub (GSS)     | KT-VI Kangaamiut                         |
| 1989  | Grønlands Seminarius Sportklub (GSS)     | AVI Maniitsoq                            | Christianshåb Idrætsforening 70 (CIF-70) |
| 1990  | Grønlands Seminarius Sportklub (GSS)     | AVI Maniitsoq 1                          | AVI Maniitsoq 2                          |
| 1991  | AVI Maniitsoq                            | Grønlands Seminarius Sportklub (GSS)     | IP-85                                    |
| 1992  | AVI Maniitsoq                            | Grønlands Seminarius Sportklub (GSS)     | KT-VI Kangaamiut                         |
| 1993  | AVI Maniitsoq                            | Grønlands Seminarius Sportklub (GSS)     | KT-VI Kangaamiut                         |
| 1994  | Grønlands Seminarius Sportklub 1 (GSS 1) | AVI Maniitsoq                            | Grønlands Seminarius Sportklub 2 (GSS 2) |
| 1995  | Grønlands Seminarius Sportklub (GSS)     | AVI Maniitsoq                            | SVI                                      |
| 1996  | Grønlands Seminarius Sportklub (GSS)     | KT-VI Kangaamiut                         | AVI Maniitsoq                            |
| 1997  | Grønlands Seminarius Sportklub (GSS)     | AVI Maniitsoq                            | KT-VI Kangaamiut                         |
| 1998  | AVI Maniitsoq                            | KT-VI Kangaamiut                         | Grønlands Seminarius Sportklub (GSS)     |
| 1999  | AVI Maniitsoq                            | KT-VI Kangaamiut                         | Grønlands Seminarius Sportklub (GSS)     |
| 2000  | AVI Maniitsoq                            | Grønlands Seminarius Sportklub (GSS)     | KT-VI Kangaamiut                         |
| 2001  | KT-VI Kangaamiut                         | AVI Maniitsoq                            | Grønlands Seminarius Sportklub (GSS)     |
| 2002  | KT-VI Kangaamiut                         | Grønlands Seminarius Sportklub (GSS)     | AVI Maniitsoq                            |
| 2003  | KT-VI Kangaamiut                         | Grønlands Seminarius Sportklub (GSS)     | Ilulissat VK (IVK)                       |
| 2004  | Grønlands Seminarius Sportklub (GSS)     | KT-VI Kangaamiut                         | AVI Maniitsoq                            |
| 2005  | KT-VI Kangaamiut                         | Grønlands Seminarius Sportklub (GSS)     | AVI Maniitsoq                            |
| 2006  | Grønlands Seminarius Sportklub (GSS)     | AVI Maniitsoq                            | KT-VI Kangaamiut                         |
| 2007  | AVI Maniitsoq                            | Ilulissat VK (IVK)                       | Grønlands Seminarius Sportklub (GSS)     |
| 2008  | Ilulissat VK (IVK)                       | Grønlands Seminarius Sportklub (GSS)     | PV Narsaq                                |
| 2009  | Grønlands Seminarius Sportklub (GSS)     |                                          |                                          |
| 2010  | AVI Maniitsoq                            |                                          |                                          |
| 2011  | AVI Maniitsoq                            |                                          |                                          |
| 2012  | AVI Maniitsoq                            |                                          |                                          |

## Équipes Saison 2010-2011
- PVN
- KT-VI
- GSS
- TVK
- IVK
- AVI